# ستيفن إليدج
ستيفن جوزيف إليدج (بالإنجليزية: Stephen Joseph Elledge) ـ (ولد في باريس بولاية إلينوي في 7 أغسطس 1956) هو عالم وراثة أمريكي. يعمل أستاذًا لكرسي غريغور مندل لعلم الوراثة والطب بقسم علم الوراثة في مدرسة طب هارفارد، كما يعمل باحثًا بمعهد هوارد هيوز الطبي منذ سنة 1993.
حصل إليدج على درجة البكالوريوس في العلوم في تخصص الكيمياء من جامعة إلينوي في إربانا-شامبين، ثم على درجة الدكتوراه في علم الأحياء من معهد ماساتشوستس للتكنولوجيا. تتركز أبحاثه حول الآليات الوراثية والجزيئية لاستجابة حقيقيات الخلية للضرر الواقع على الحمض النووي الريبوزي منقوص الأكسجين (DNA)، وهو عضو بالأكاديمية الوطنية للعلوم.

## الجوائز
- جائزة روزنستيل للأعمال المميزة في العلوم الطبية الأساسية من جامعة برانديس (2012)[2]
- جائزة ألبرت لاسكر للأبحاث الطبية الأساسية (2015): مناصفة مع إيفيلين ويتكن[3]